# Р. Б. Лемберґ
Р. Б. Лемберґ (англ. R. B. Lemberg), справжнє ім'я Роуз Лемберґ (англ. Rose Lemberg; нар. 27 вересня 1976, Львів) — американська небінарна письменниця-фантастка, поетеса, редакторка, перекладачка, професорка українсько-єврейського походження. Р. Б. Лемберґ страждають на аутизм. Їхні твори публікувалися в таких виданнях, як «Lightspeed», «Strange Horizons», «Beneath Ceaseless Skies», «Sisters of the Revolution: A Feminist Speculative Fiction Anthology», «Uncanny Magazine» та «Transcendent 3: The Year's Best Transgender Speculative Fiction 2017».
Дії багатьох оповідань та віршів Лемберґ розгортаються у вигаданому всесвіті Бердсвіт (англ. Birdverse), орієнтованому на розкриття тем, пов'язаних з ЛГБТКІА+. Їхня дебютна повість «Чотири глибокі плетива» вийшла у видавництві Tachyon у 2020 році та стала фіналістом усесвітньої премії фентезі, «Неб'юла», «Локус» та «Іґнайт» 2021 року за найкращу повість, а також увійшла до почесного списку меморіальної премії Джеймса Тіптрі-молодшого. Їхній перший роман у форматі Бердсвіту, «Розбалансування», вийшов у видавництві Tachyon 2022 року та став фіналістом премії «Локус». Роботи Лемберґ також були фіналістами «Неб'юла», «Кроуфорд» та інших премій. Їхня збірка короткої прози у світі Бердсвіт «Геометрії приналежності: Оповідання та вірші з Бердсвіту» вийшла у видавництві Fairwood Press наприкінці 2022 року, до неї увійшло раніше неопубліковане оповідання «Там, де ростуть твої айвові дерева».

## Біографія
Роуз Лемберґ народились у Львові 27 вересня 1976 року. Вони проживали певний час у Росії та Ізраїлі, а потім емігрували до Сполучених Штатів Америки, де навчалися в аспірантурі Каліфорнійського університету в Берклі.
В академічному житті Лемберґ є професоркою соціолінгвістики, працюють над питаннями іммігрантського дискурсу, ідентичності та гендеру.
Лемберґ живе в Лоренсі, штат Канзас, у шлюбі з Боґі Такач, трансгендерною угорською єврейкою, та їхньою дитиною Маті.

### Кар'єра
Лемберґ є редакторкою-засновницею «Stone Telling», журналу фантастичної поезії, який дебютував у 2010 році та був названий на честь головних героїв роману Урсули Ле Ґуїн «Завжди повертаючись додому». 2012 року вони зібрали та видали «Тут ми перетинаємось (Антологія квір- та гендерно-флюїдної поезії зі «Stone Telling» 1-7)» з творів, опублікованих у перших випусках «Stone Telling», а також упорядкували збірку «Мить змін: Антологія феміністичної фантастичної поезії». 2016 року вони упорядкували антологію короткої прози «Абетка попелу: Антологія некатегоризованих творів», яка зосередилася на коротких художніх творах, що не піддаються класифікації за жанрами. 2021 року, як данину пам'яті після смерті Урсули Ле Ґуїн у 2018 році, Лемберґ та співредакторка Ліза Бредлі видали збірку «Легко пробираючись крізь ліси: Поетична антологія на честь Урсули К. Ле Ґуїн».
Поезія Лемберґ публікувалася в журналах «Strange Horizons», «Goblin Fruit», «Uncanny Magazine», «Fireside Magazine», «Apex Magazine» та багатьох інших. Їхня поезія неодноразово перемагала в читацькому опитуванні «Strange Horizons»: «У третьому циклі» у 2011 році, «Між горою та місяцем» у 2012 році та «Неврівноваженість Ранри» у 2015 році. Їхній вірш «Я покажу тобі єдиний скарб зі скарбів Шах-Нії» посів третє місце на премії «Райслінґ» 2014 року в категорії «Довгий вірш». Їхня дебютна поетична збірка «Маргіналії до кам'яного птаха» увійшла до шортлиста премії «Кроуфорд» 2017 року та була фіналістом премії «Елґін» 2017 та 2018 років. Їхні поетичні мемуари «Все відтає», що згадують раннє життя Лемберґів у Радянському Союзі та їхні міграції до Ізраїлю та Сполучених Штатів, очікується на початку 2023 року у видавництві Ben Yehuda Press.
Лемберґ були нагороджені Феміністичною стипендією наукової фантастики імені Ле Ґуїн 2020 року, спонсором якої виступили Спеціальні колекції бібліотек Орегонського університету та університетські архіви, що надало їм доступ до багатьох архівів Ле Ґуїн. На сайті Лемберґ вони розповіли, що їхній проєкт для стипендії, архівні дослідження для якого були відкладені через пандемію COVID-19, був насамперед зосереджений на поезії Ле Ґуїн, яку вони раніше обговорювали у своєму есе «Поезія Урсули К. Ле Ґуїн: Ретроспектива» та з'явилася у збірці «Легко пробираючись крізь ліси: Поетична антологія на честь Урсули К. Ле Ґуїн».
Під час російського вторгнення в Україну у 2022 році Лемберґ перекладали твори українських поетів для журналів «Читомо», «Springhouse Journal» та «Ukrainian Poetry in Translation Special Feature — Part II» Національного місяця перекладу.
Короткі прозові твори Лемберґ були опубліковані у «Lightspeed», «Strange Horizons», «Beneath Ceaseless Skies», «Сестри революції: Феміністська фантастична антологія», «Uncanny Magazine», «Daily Science Fiction», «Трансцендент 3: Найкраща трансгендерна фантастика 2017 року» тощо. Багато з цих історій розгортаються у їхньому вторинному світі, орієнтованому на ЛГБТКІА+, — «Бердверс». Їхня новела «Тканина вітрів бабусі Най-Лейліт» стала фіналістом премії «Неб'юла» 2015 року в номінації «Найкраща новела» та увійшла до довгого списку премії «Тіптрі» 2015 року. 2020 року їхня повість «Чотири глибокі переплетення» вийшла у видавництві Tachyon і отримала схвальні відгуки критиків та читачів, у тому числі  рецензію та вибір тижневика «Publishers Weekly», а також рецензію «Library Journal». «Чотири глибокі переплетення» стала фіналістом Всесвітньої премії фентезі 2021 року, премії «Неб'юла», премії «Локус» та премії «Іґнайт» за найкращу новелу, а також увійшла до почесного списку премії «Інакше».
Дебютний роман Лемберґ у жанрі верлібру «Неврівноваженість», продовження історії їхньої поеми «Неврівноваженість Ранри», вийшов у видавництві Tachyon 2022 року з позитивними рецензіями від «Library Journal» та «Publishers Weekly». Їхня збірка у жанрі верлібру «Геометрії приналежності: Оповідання та вірші з Бердсвіту», отримала рецензію від «Publishers Weekly» перед виходом у видавництві Fairwood Press наприкінці 2022 року, і відзначає включення до збірки нового оповідання «Де ростуть ваші айви», в якому йдеться про нащадків головних героїв «Неврівноваженості».

## Вибрана бібліографія

### Романи

#### «Бердсвіт»
- «Чотири глибокі плетіння» (англ. The Four Profound Weaves; Tachyon, 2020)
- «Незбалансованість» (англ. The Unbalancing; Tachyon, 2022)

### Короткі твори

#### Збірки
- «Геометрії приналежності: Оповідання та вірші з Бердсвіту» (англ. Geometries of Belonging: Stories & Poems from the Birdverse; Fairwood Press, 2022)

#### Оповідання, «Бердсвіт»
- «Закритий у складах світла» (англ. Held Close in Syllables of Light; «Beneath Ceaseless Skies», випуск 80, 2011)
- «Тканина вітрів бабусі Най-Лейліт» (англ. Grandmother-nai-Leylit's Cloth of Winds; «Beneath Ceaseless Skies», випуск 175, 2015)
- «Геометрії приналежності» (англ. Geometries of Belonging; «Beneath Ceaseless Skies», випуск 183, 2015)
- «Скляр з пустелі та ювелір з Беревляра» (англ. The Desert Glassmaker and the Jeweler of Berevyar; «Uncanny Magazine», випуск 8, 2016)
- «Книга про те, як жити» (англ. The Book of How to Live; «Beneath Ceaseless Skies», випуск 209, 2016)
- «Чудова козяча пригода» (англ. A Splendid Goat Adventure; Patreon Р. Б. Лемберґ, 2017)
- «Портрет пустелі в обличчях влади» (англ. A Portrait of the Desert in Personages of Power; «Beneath Ceaseless Skies», випуск 229-230, 2017)
- «Книга насіння і безодня» (англ. The Book of Seed and the Abyss; Patreon Р. Б. Лемберґ, 2018)
- «Чотири глибокі плетіння» (англ. The Four Profound Weaves; Tachyon, 2020)
- «Де ростуть ваші айви» (англ. Where Your Quince Trees Grow; «Геометрії приналежності: Оповідання та вірші з Бердсвіту», Fairwood Press, 2022)

#### Інші оповідання
- «Ґеддарен» (англ. Geddarien; «Fantasy Magazine», грудень 2008)
- «Знову знайти дім» (англ. To Find Home Again; «Warrior Wisewoman», 2008)
- «Кіфлі» (англ. Kifli; «Strange Horizons», 2010)
- «Велетень» (англ. Giant; «Not One of Us», 2011)
- «Сім втрат На Ре» (англ. Seven Losses of Na Re; «Daily Science Fiction», 2012)
- «Теорії болю» (англ. Theories of Pain; «Daily Science Fiction», 2013)
- «Теффеу: Книга з бібліотеки в Таароні» (англ. Teffeu: A Book From the Library at Taarona; «Strange Horizons», 2013)
- «Патова ситуація» (англ. Stalemate; «Lackington's», випуск 4, 2014)
- «Більше не бракує цибулі» (англ. No Longer Lacking an Onion; «Goldfish Grimm's Spicy Fiction Sushi», #19, 2014)
- «Місто на щупальцях» (англ. A City on Its Tentacles; «Lackington's», випуск 1, 2014)
- «Форми нас, напівпрозорі для твого ока» (англ. The Shapes of Us, Translucent to Your Eye; «The Journal of Unlikely Academia», 2015)
- «Як не забути, щоб забути про стару війну» (англ. How to Remember to Forget to Remember the Old War; «Lightspeed», випуск 61, 2015)
- «Повторна спроба» (англ. Retrying; «Daily Science Fiction», 2017)
- «Ось ознаки, за якими ви пізнаєте Бога» (англ. These Are the Attributes by Which You Shall Know God; «GlitterShip», літо 2018)
- «Люріберґ-що-було» (англ. Luriberg-That-Was; «Nowhereville: Weird Is Other People», 2019)
- «Щоб збалансувати вагу Халема» (англ. To Balance the Weight of Khalem; «Beneath Ceaseless Skies», випуск 300, 2020)

### Поезія

#### Збірки
«Все відтає» (англ. Everything Thaws; Aqueduct Press, 2016)
«Маргіналія до Кам'яного птаха» (англ. Marginalia to Stone Bird; Ben Yehuda Press, 2023)

#### Вірші, «Бірдсвіт»
- «Я покажу вам один скарб зі скарбів шаха Ніяза» (англ. I will show you a single treasure from the treasures of Shah Niyaz; «Goblin Fruit», літо 2013)
- «Порушення рівноваги Ранри» (англ. Ranra's Unbalancing; «Strange Horizons», 2015)
- «Три принципи міцного будівництва» (англ. Three Principles of Strong Building; «Strange Horizons», 2015)
- «Дзеркальні відображення» (англ. Mirrored Mappings; «Through the Gate», 2016)

### Редактура
- «Stone Telling», 2010-2016
- «Момент зміни: Антологія феміністичної фантастичної поезії» (англ. The Moment of Change: An Anthology of Feminist Speculative Poetry; Aqueduct Press, 2012)
- «Тут ми перетинаємось (Антологія квір- та гендерно-флюїдної поезії зі «Stone Telling» 1-7)» (англ. Here, We Cross (An Anthology of Queer and Genderfluid Poetry from Stone Telling 1–7); Stone Bird Press, 2012)
- «Абетка попелу: Антологія некатегоризованих творів» (англ. An Alphabet of Embers: An Anthology of Unclassifiables; Stone Bird Press, 2016)
- «Легко пробираючись крізь ліси: Поетична антологія на честь Урсули К. Ле Ґуїн» (англ. Climbing Lightly Through Forests: A Poetry Anthology Honoring Ursula K. Le Guin; Aqueduct Press, 2021), разом з Лізою Бредлі

### Нехудожня література
- «Мовчання на шляху до мовлення» (англ. Silence to Speech; «Stone Telling», 2010)
- «Не лише подорож героя» (англ. Not Only a Hero's Journey; «Stone Telling», 2011), разом зі Шветою Нараян
- «Заохочуючи розмаїття: Погляд редактора» (англ. Encouraging Diversity: An Editor's Perspective; «Strange Horizons», 2015)
- «Використання та обмеження інструментарію фольклориста для художньої літератури» (англ. The Uses and Limitations of the Folklorist's Toolkit for Fiction; «Strange Horizons», 2015)
- «Сержант Ботарі та представництво людей з інвалідністю у ранньому Dоркосівері» (англ. Sergeant Bothari and Disability Representation in the Early Vorkosiverse; «Strange Horizons», 2018)

### Інтерв'ю
- My Favorite Bit: R. B. Lemberg Talks About The Four Profound Weaves, Alyshondra Meacham (англ.)
- Noticing Language: An Interview with Rose Lemberg, Julia Rios, Strange Horizons, 2013 (англ.)
- R. B. Lemberg talks The Birdverse, Identity and Government, Dominic Walsh, SciFiPulse, 2021 (англ.)
- R. B. Lemberg: A Different Adventure, Locus, 2021 (англ.)
- Interview with R. B. Lemberg (The Unbalancing), The Fantasy Hive, 2022 (англ.)
- Author Interview: Queer Norms and Sexualities in R. B. Lemberg's Birdverse, Jaymee Goh, Beneath Ceaseless Skies, 8 вересня 2022 (англ.)